# کویر بزرگ
کویر بزرگ (به انگلیسی: Kavir Buzurg (Great Kavir)) یا نمکزار بزرگ (great salt marsh) در مرکز دشت کویر که کویری در وسط فلات ایران است جای دارد. کویر بزرگ مساحتی در حدود ۳۲۰ کیلومتر در ۱۶۰ کیلومتر با حلقه‌ای از تپه‌های شنی پیرامون آن از کویرهای مجاور جدا شده‌است. این کویر در یک بیابان سایه‌باران قرار دارد که رطوبت کمی دریافت می‌کند. هنگامی که آب از شوره‌زار ساحلی نمکی تبخیر می‌شود، پوسته‌هایی از نمک ایجاد می‌کند که یک ماسه شور تیره را می‌پوشاند. این پوسته‌ها به آسانی توسط یک مسافر نفوذ می‌کنند و سفر از طریق کویر را خطرناک می‌کند. این منطقه تقریباً خالی از سکنه است و انسان‌ها عمدتاً در تپه‌ها و کوه‌های پیرامون آن زندگی می‌کنند.